# 퍼플 갱
퍼플 갱(The Purple Gang), 다른 말로 슈거 하우스 갱(Sugar House Gang)은 밀주와 납치를 일삼은 범죄집단이다. 그 구성원들은 대개가 유대인이었다. 1920년대 미시간주 디트로이트를 거점으로 준동했으며, 급기야는 디트로이트 최대의 범죄집단으로 성장하기 이르렀다. 그러다가 1930년대 접어들어 그 폭력성과 내분으로 해서 와해되었다.

## 대중문화에서
1935년 장편영화 《퍼블릭 히어로 넘버 1》는 퍼플 갱을 수색하고 붙잡는 것을 주제로 삼는다. 1957년 장편영화 《제일하우스 록》 삽입곡 〈Jailhouse Rock〉의 가사 중에는 "리듬 섹션은 퍼플 갱의 몫(The whole rhythm section was the Purple Gang)."이라는 대목이 있다.